# Peter Lang (Maler)
Peter Lang (* 7. September 1965 in Holzkirchen, Oberbayern) ist ein deutscher bildender Künstler.

## Werdegang
Lang wuchs in Holzkirchen auf. Nach dem Abitur 1986 am Gabriel-von-Seidl-Gymnasium in Bad Tölz, studierte er von 1987 bis 1993 freie Malerei und Grafik an der Akademie der Bildenden Künste München bei Rudi Tröger und Jerry Zeniuk. Seit 1993 arbeitet Peter Lang freischaffend, seit 2000 in Gleißenberg in der Oberpfalz.

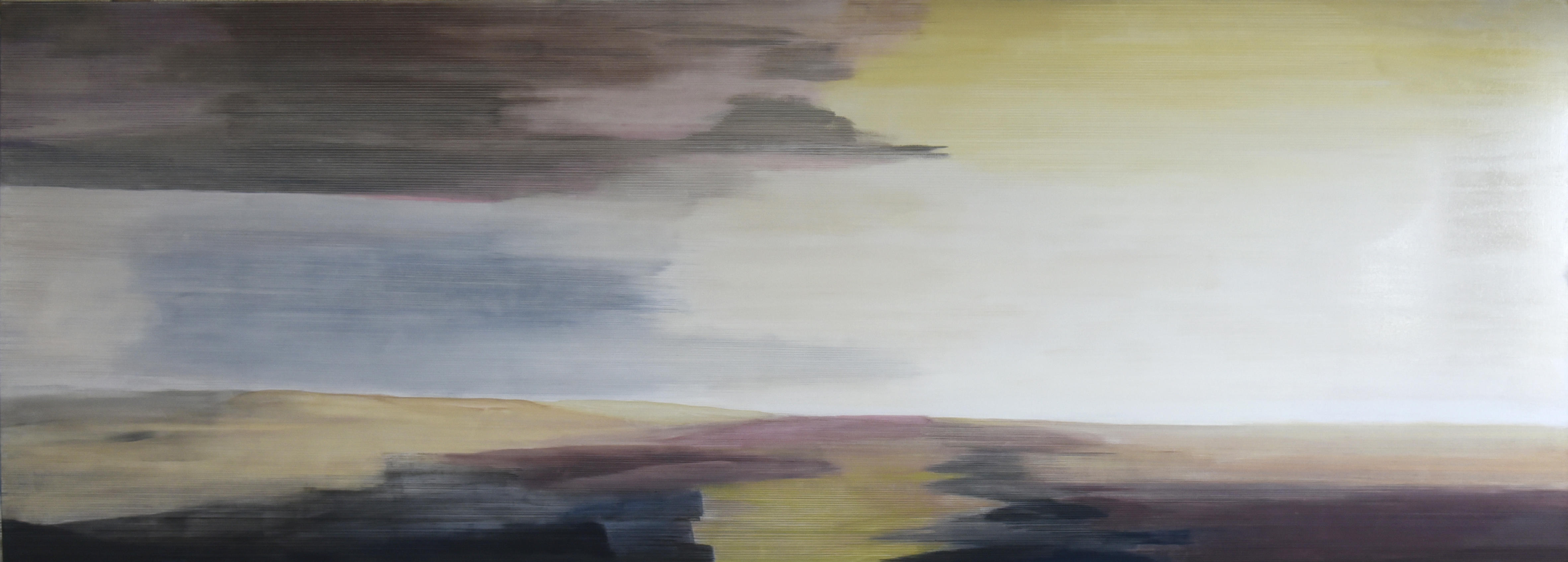
Kyrrlát Kvöld Við Fjorðinn, 200 × 570 cm, Öl auf Leinwand, Island 2019

An die Öffentlichkeit trat Peter Lang erstmals 1986 mit der Gestaltung eines 63 Meter langen Bildes Das Band für die Ostfassade des Eisstadions in Bad Tölz.
Im Zentrum der Arbeit Peter Langs steht die „Transformation sinnlicher Wahrnehmung von Landschaften in [...] Bildwerke zwischen essentieller Abbildung und Abstraktion“. In frühen zum Teil ungewöhnlich großformatigen Farbholzschnitten reduzierte er Landschaften auf Farben und Formen. In seiner Malerei mit klassischer Eitempera-Untermalung perfektioniert er ein von ihm entwickeltes Verfahren, bei dem die Motive abstrahiert werden über mit Schlagschnüren in parallelen Linien auf die Leinwand aufgebrachten Pigmenten. Die ebenfalls von Landschaftsmotiven ausgehenden Zeichnungen und Radierungen bewegen sich im Grenzbereich zwischen Expressionismus und Abstraktion.
Damit steht Lang mit zwar in der Tradition der europäischen Landschaftsmalerei, doch auf einem „eigenwilligen und eigenständigen Weg“, wobei er „zeitgenössische Gedanken und Formen in seine Arbeiten dergestalt [integriert], dass im Ergebnis Werke entstehen, die sowohl als Landschaften als auch als autonom abstrakte Bildfindungen zu lesen sind.“ Thema ist nicht das „Abbild der Landschaft, sondern der Eindruck, den sie ausübt, wenn man sich ihr anvertraut und ausliefert.“
Seit 2000 unternahm Peter Lang immer wieder Malreisen in Europa und in Südamerika, um sich Landschaften sur le motiv zu erschließen. Für einen Aufenthalt in Patagonien 2010/2011 entwickelte er in Zusammenarbeit mit dem Architekten Florian Nagler und Max Lankes, einem Spezialisten für Flightcase- und Spezialkofferbau ein mobiles Container-Atelier (prc – Peters Reise-Container), das über die zum Malen auch sehr großformatiger Bilder nötige Infrastruktur abseits der Zivilisation verfügt. 2011 machte er mit seinem Container anlässlich einer Ausstellung vor dem Wilhelm-Hack-Museum in Ludwigshafen Station. 2012/2013 arbeitete Peter Lang mit dem mobilen Atelier am Snæfellsjökull in Island und 2017 in Hinterstoder am Hutterer Höss in Österreich.
In den Jahren 2021 und 2022 setzte Lang in einem für das Sprengel Museum in Hannover realisierten Projekt Kunst, Technik und Wissenschaft in Dialog und überschritt möglicherweise als weltweit erster Künstler die Grenzen zwischen den Kategorien Malerei (zweidimensional) und Plastik (dreidimensional), indem er deren Definitionen überwand und ins digitale Zeitalter transformierte.

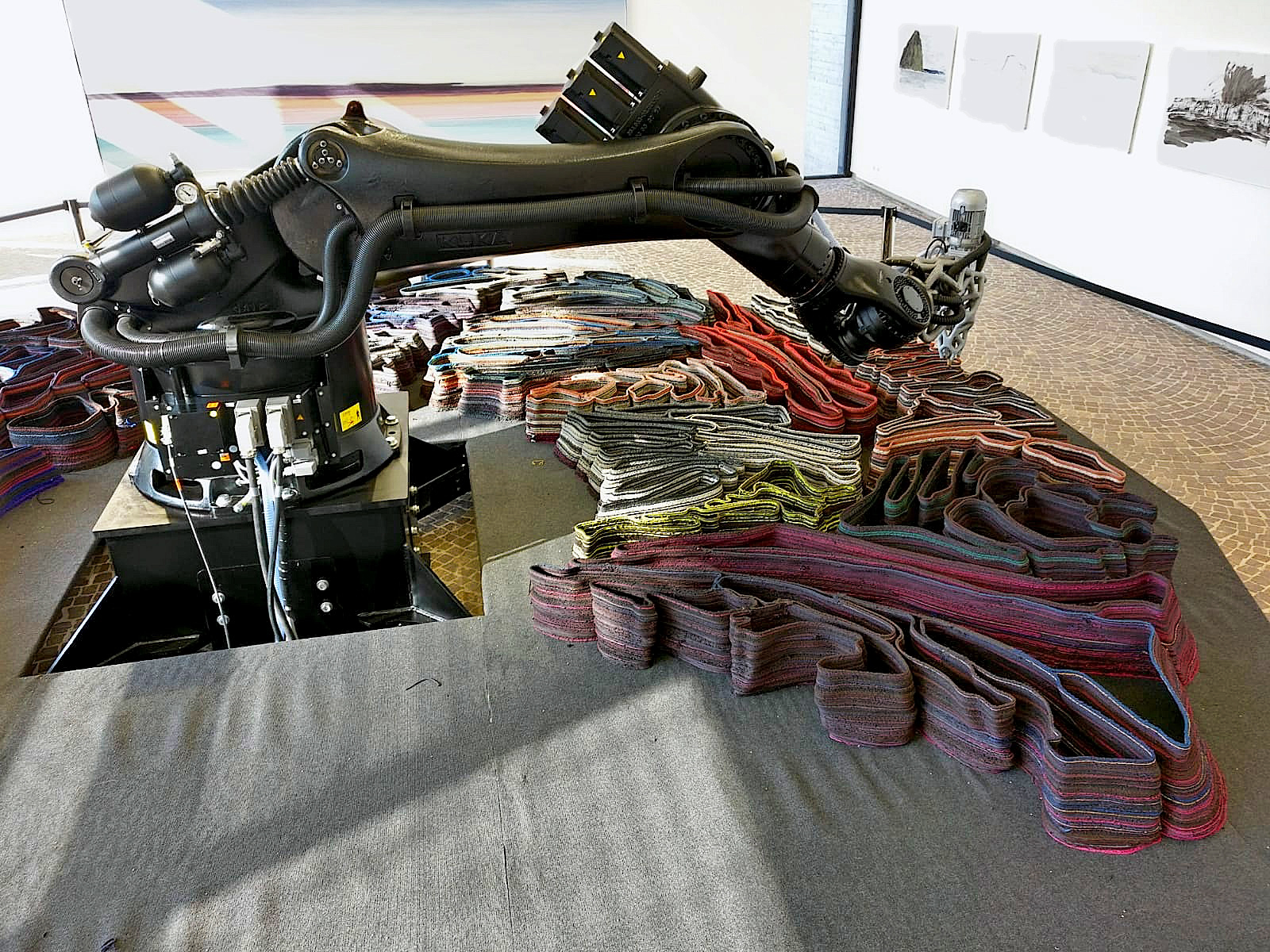
Der Extrusionsroboter bei der Umsetzung von Peter Langs virtueller Plastik Sker im Sprengel Museum Hannover, März 2022.

Im virtuellen Raum entwarf er zeichnend die Plastik „Sker“ (inspiriert durch eine isländische Schäre), sodass über analoge Zeichenbewegungen eine digitale Plastik entstand, die über die Transformation in Algorithmen und mit Hilfe zweier Roboter wiederum in eine analoge Skulptur verwandelt wurde.
Mit Hilfe einer VR-Brille und zwei Pointern zeichnete er die Konturen der Felsen zweidimensional als Höhenlinien, sodass Schicht für Schicht ein virtuelles Modell entstand. Die im Entwurf gezeichneten Linien wurden durch die von Spezialisten der kooperierenden FIT AG entwickelten Algorithmen in Kurven umgewandelt, über ein Mesh zu einem dreidimensionalen Flächenmodell verbunden, in Höhenschnitte („Slices“) zerteilt und mit den Farbinformationen des Entwurfs versehen.
Vom 11. März bis zum 29. April 2022 wurde die Plastik Sker im Sprengel-Museum in Hannover als öffentliche Performance von einem transportablen Robotersystem der FIT AG (bestehend aus dem Extrusionsroboter Black beauty und dem Mischroboter liwa) aus Flüssigholz ausgedruckt.
Damit schuf Lang ein Kunstwerk in vier Modalitäten, nämlich als Plastik, optische Illusion (über die VR-Brille erfahrbar), als Datensatz und ggf. handelbares NFT und nicht zuletzt als Performance, die das Entstehen des Kunstwerks zeigte.

## Ausstellungen (Auswahl)
- 2002 Künstlergruppe „Die Burg“, Burghausen
- 2003 Cordon-Haus Cham
- 2004 Muzeum Chodska, Domazlice (CZ)
- 2006 Oberpfälzer Künstlerhaus, Schwandorf (mit Jan Vičar); Galerie Babel Trondheim (N)
- 2008 Kunstverein Weiden
- 2009 Museum der Stadt Füssen; Kunstverein Hof; Galerie Klatovy/Klenova, Klattau (CZ); Pfalzgalerie, Kaiserslautern
- 2010 Kunstmuseum Erlangen
- 2011 Kunstverein Hockenheim (mit H. M. Franke); Wilhelm-Hack-Museum, Ludwigshafen
- 2012 Künstlerhaus Schirnding; Botschaft der Republik Chile, Berlin; Atthagastofu Snaefellsbaejar, Olafsvik (Is); Pfalzgalerie Kaiserslautern
- 2013 Städtische Galerie Leerer Beutel, Regensburg; Verein für Original-Radierung, München
- 2014 Städtische Galerie, Rosenheim; Kunstverein Reutlingen
- 2015 Pfalzgalerie Kaiserslautern
- 2016 Galerie Kvilda (CZ); Kunstverein Worms; Künstlergruppe „Die Burg“ Burghausen
- 2017 Kunstförderverein Schöningen; Höss-Halle, Hinterstoder (A); Oberpfälzer Künstlerhaus, Schwandorf; Kunstverein Germersheim; Kunstverein Landshut
- 2018 Niederrheinischer Kunstverein, Wesel; Museum Modern Art Hünfeld
- 2019 Likn Hellissandur (IS)
- 2020 Städtische Galerie Eger, Cheb (CZ); Pfalzgalerie Kaiserslautern; Galerie im Prediger, Schwäbisch Gmünd[15]

## Arbeiten in öffentlichen Sammlungen (Auswahl)
- Bayerische Staatsgemäldesammlungen München
- Bezirk Oberpfalz – Kunstsammlung Oberpfälzer Künstlerhaus
- Deutsche Wohnen AG Berlin
- e-on Bayern AG Regensburg
- Galerie Klatovy/Klenova, CZ
- Marianne und Heinrich Lenhardt-Stiftung Kaiserslautern
- Pfalzgalerie Kaiserslautern

## Kataloge
- Peter Lang – Malerei Druckgrafik 1998–1999, Holzkirchen 1999.
- Peter Lang – Großformatige Holzschnitte, Benediktbeuern 2000.
- Malerei und Grafik zweier Generationen: Werner B. Gürtler und Peter Lang, Benediktbeuern 2001.
- Peter Lang – Kunst bei der Regierung, Regensburg 2003.
- Hout Holz Bois – Luc Etienne, Peter Lang, Marijke Verhoef, Hans Wap, Varik 2004, ISBN 3-924639-82-5.
- Peter Lang – Farbholzschnitte auf Leinwand und Papier, München 2005.
- Peter Lang – Landstriche, Köln 2006.
- Peter Lang – Malerei Painting, Kaiserslautern 2009, ISBN 978-3-89422-160-7.
- Peter Lang – Werke / Obrazy, Klatovy 2010, ISBN 978-80-87013-27-4.
- Peter Lang – Patagonia, Ludwigshafen 2011.
- Peter Lang – Landkrabbi, Gleißenberg 2013, ISBN 978-3-943222-10-4.
- Peter Lang – Arbeitshefte, Schwandorf 2017, ISBN 978-3-9818238-2-0.
- Peter Lang – Zwischen Sehnsucht und Schneekanonen. Begleitkatalog zu Landschaft Revisited. Ein Kunstprojekt in Hinterstoder. Hinterstoder 2017. ISBN 978-3-9812421-2-6
- Peter Lang und das Polarlicht, Köln, Galerie Fenna Wehlau 2019. ISBN 978-3-9812421-3-3
- Peter Lang LANDSYN - Land in Sicht, Köln 2022. ISBN 978-3-9812421-5-7.

## Filme
- Peters Reisecontainer – ServusTV, Regie: Sebastian Bolenius, Kamera: Immanuel Hick, Schnitt: Sebastian Bolenius, Produktion: smac media 2010. Vimeo, 24 min.
- Island - Magische Momente, bildschoenemedien, Axel Mölkner-Kappl, 2019. YouTube, 39.41 min.
- Peter Langs Atelier-Container, Regie: Axel Mölkner-Kappl 2017 bild-schön medienproduktion. YouTube, 10 min.